# Гайленд-Лейкс (Алабама)
Гайленд-Лейкс (англ. Highland Lakes) — переписна місцевість (CDP) в США, в окрузі Шелбі штату Алабама. Населення — 5239 осіб (2020).

## Географія
Гайленд-Лейкс розташований за координатами 33°23′51″ пн. ш. 86°38′53″ зх. д. / 33.39750° пн. ш. 86.64806° зх. д. (33.397611, -86.647920).  За даними Бюро перепису населення США в 2010 році переписна місцевість мала площу 9,83 км², з яких 9,48 км² — суходіл та 0,36 км² — водойми.

## Демографія
Згідно з переписом 2010 року, у переписній місцевості мешкало 3926 осіб у 1375 домогосподарствах у складі 1216 родин. Густота населення становила 399 осіб/км².  Було 1452 помешкання (148/км²).
Расовий склад населення:
| - 87,6 % — білих - 7,6 % — чорних або афроамериканців - 2,3 % — азіатів - 0,2 % — корінних американців - 0,1 % — вихідців з тихоокеанських островів |

До двох чи більше рас належало 1,5 %. Частка іспаномовних становила 1,6 % від усіх жителів.
За віковим діапазоном населення розподілялося таким чином: 27,5 % — особи молодші 18 років, 63,7 % — особи у віці 18—64 років, 8,8 % — особи у віці 65 років та старші. Медіана віку мешканця становила 41,0 року. На 100 осіб жіночої статі у переписній місцевості припадало 97,2 чоловіків;  на 100 жінок у віці від 18 років та старших — 96,6 чоловіків також старших 18 років.
Середній дохід на одне домашнє господарство  становив 149 105 доларів США (медіана — 124 291), а середній дохід на одну сім'ю — 152 955 доларів (медіана — 127 422). Медіана доходів становила 98 495 доларів для чоловіків та 58 603 долари для жінок. За межею бідності перебувало 2,0 % осіб, у тому числі 1,6 % дітей у віці до 18 років та 3,2 % осіб у віці 65 років та старших.
Цивільне працевлаштоване населення становило 2366 осіб. Основні галузі зайнятості: освіта, охорона здоров'я та соціальна допомога — 22,4 %, фінанси, страхування та нерухомість — 16,3 %, науковці, спеціалісти, менеджери — 13,2 %, мистецтво, розваги та відпочинок — 10,2 %.